# デ・クール
デ・クール（De Koel、オランダ語発音: [də ˈkul]）は、オランダ・リンブルフ州フェンローにあるサッカー専用スタジアム。VVVフェンローがホームスタジアムとして使用している。デ・クールのクール (koel) は、オランダ語のくぼみ (kuil) のフェンロー方言。
2019年1月14日、国内の労働者派遣事業を行うCovebo社に命名権が売却され、コフェボ・スタディオン (Covebo Stadion)と命名されている。

## 概要
現在、大方の場合サッカーの試合に使用されており、VVVフェンローのホームスタジアムとなっている。7500名収容で、1972年に建設されたが、1977年のVVV-アヤックス戦では、24,500名を収容したことがある。2004年に全面改装し、2005年にはシーコン・スタディオン - デ・クール -となる。2007-2008年シーズンには、改装後初めてエールディヴィジにホームチームが参加した。

## ギャラリー

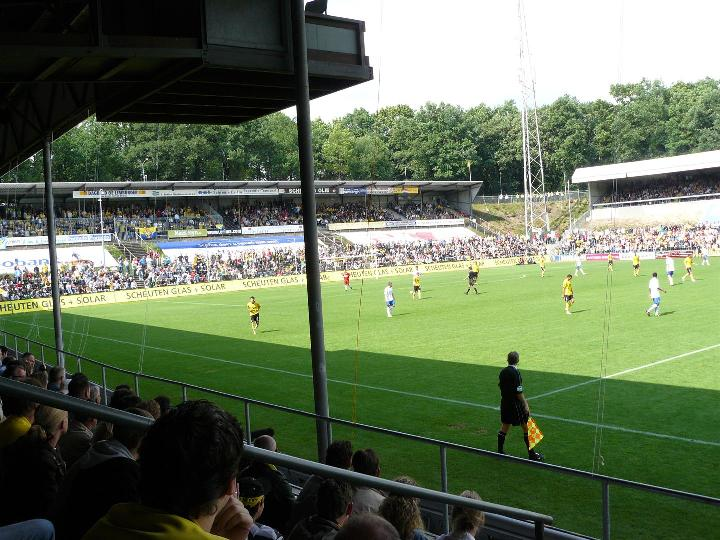
1990年代のデ・クール
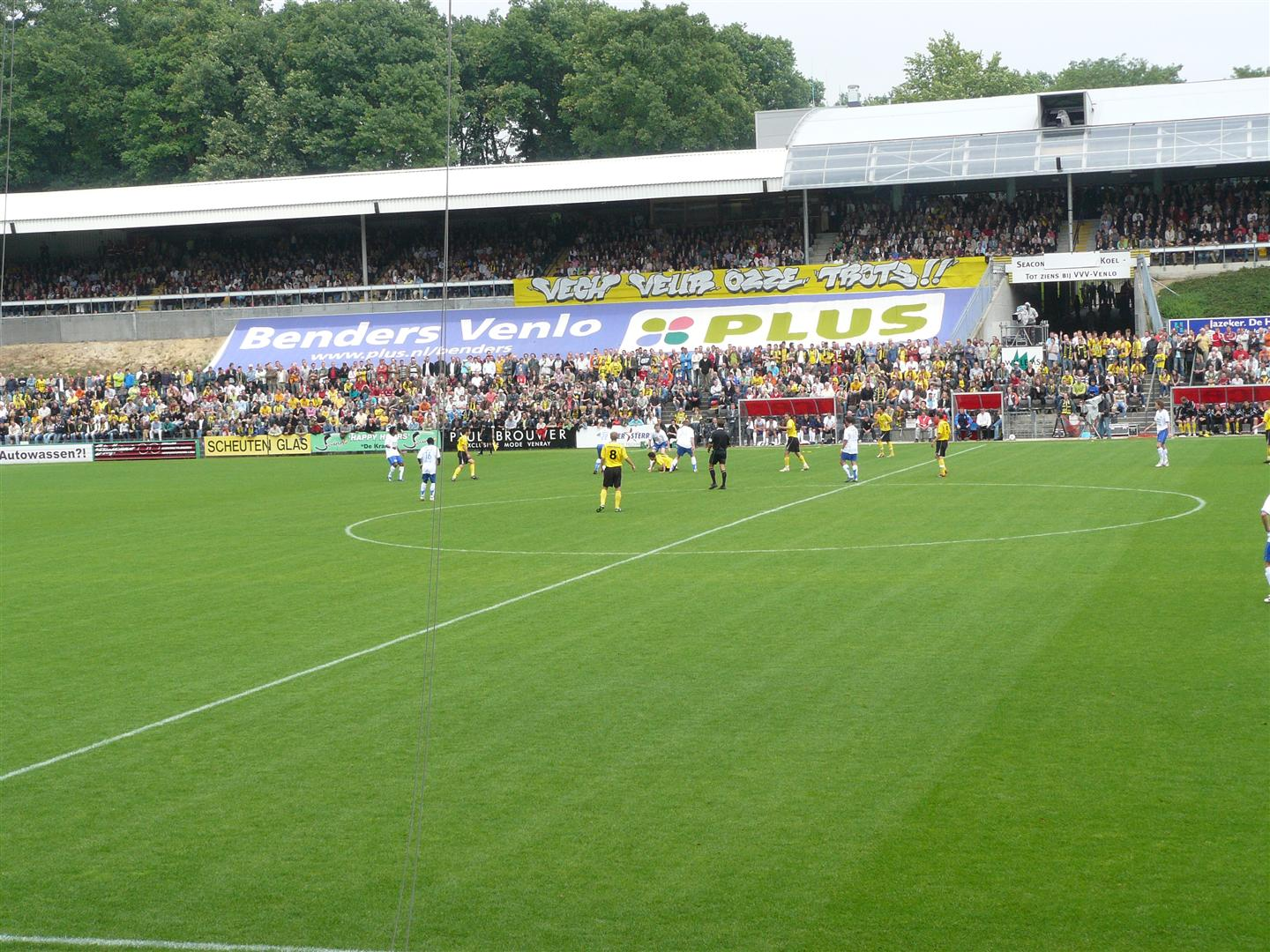
デ・クール
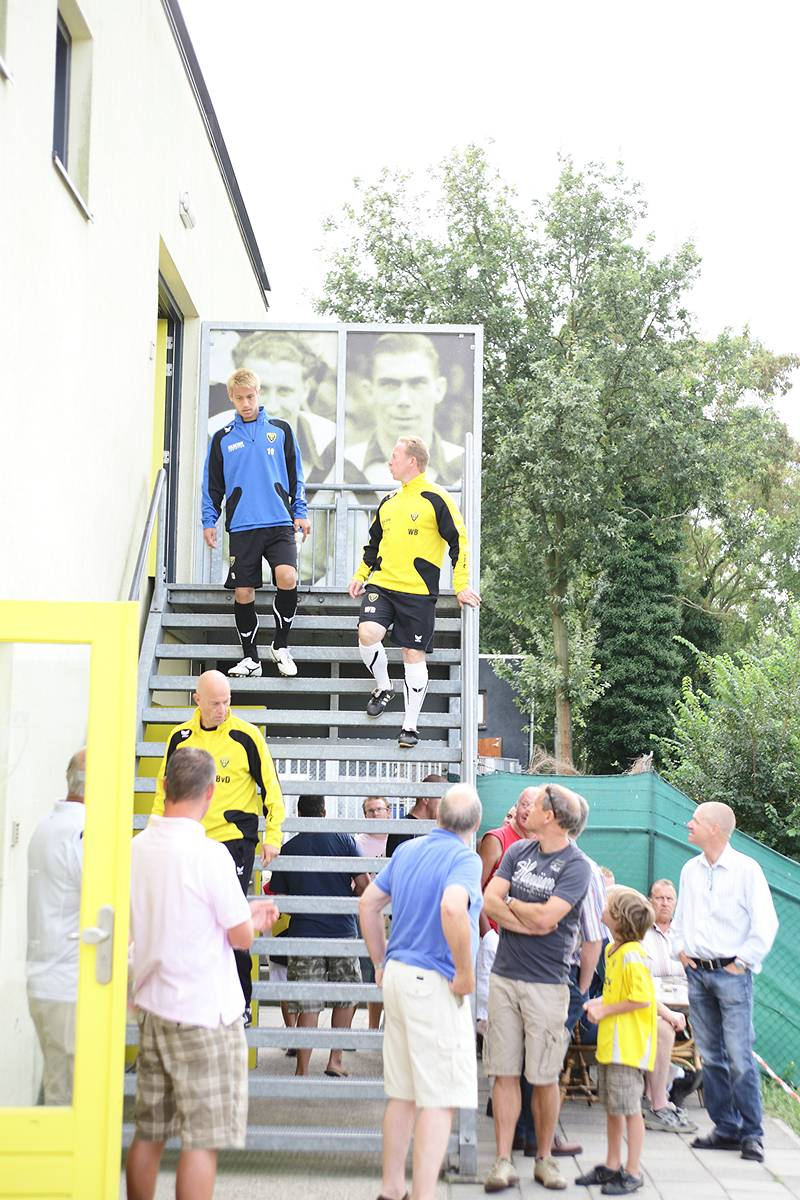
デ・クールの本田圭佑
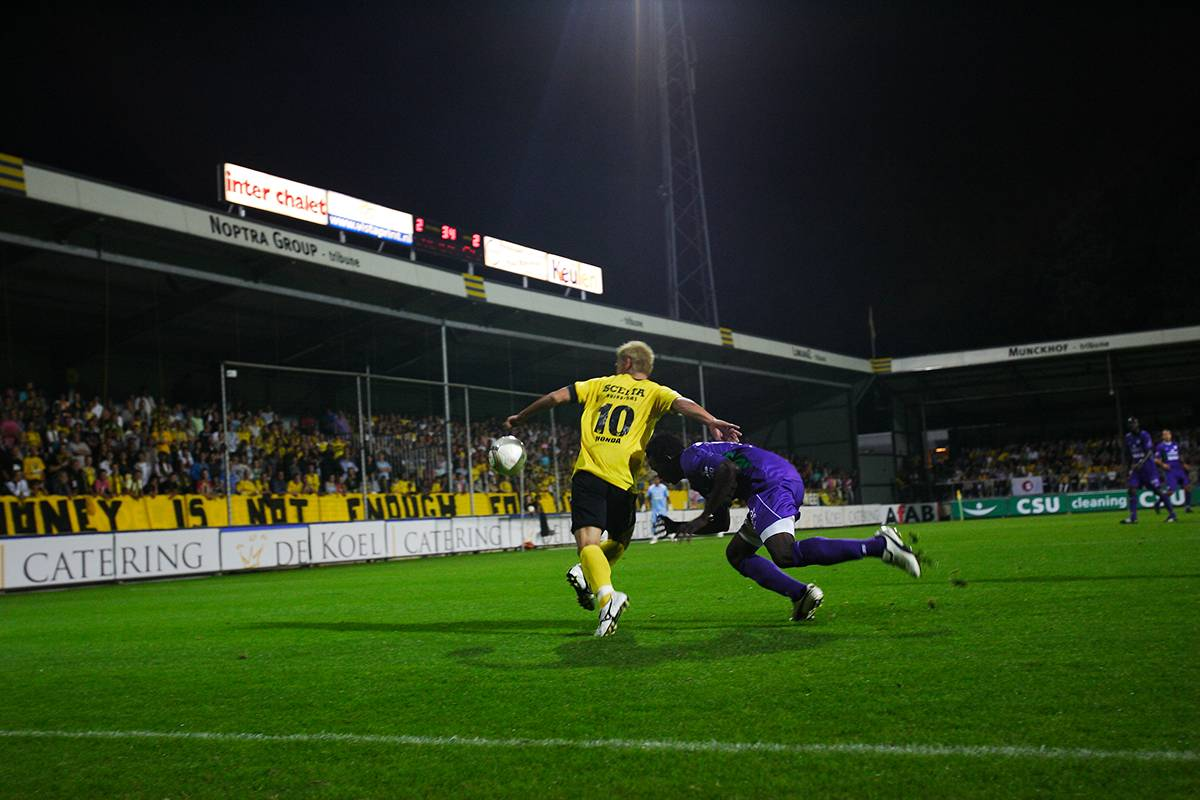
試合中の本田圭佑